# Phalangodella
Genre
Synonymes
- Exlineia Mello-Leitão, 1942
- Cochirapha Mello-Leitão, 1949
- Langodinus Mello-Leitão, 1949
- Phalpuna Mello-Leitão, 1949

Phalangodella est un genre d'opilions laniatores de la super-famille des Zalmoxoidea à l'appartenance familiale incertaine.

## Distribution
Les espèces de ce genre sont endémiques d'Équateur.

## Liste des espèces
Selon World Catalogue of Opiliones (22/10/2021) :
- Phalangodella aequatorialis Roewer, 1912
- Phalangodella flavipes (Mello-Leitão, 1949)
- Phalangodella fulvescens (Mello-Leitão, 1943)
- Phalangodella milagroi (Mello-Leitão, 1942)
- Phalangodella rhinoceros (Mello-Leitão, 1945)
- Phalangodella rugipes (Roewer, 1949)
- Phalangodella urarmata (Roewer, 1949)

## Publication originale
- Roewer, 1912 : « Die Familien der Assamiiden und Phalangodiden der Opiliones-Laniatores. (= Assamiden, Dampetriden, Phalangodiden, Epedaniden, Biantiden, Zalmoxiden, Samoiden, Palpipediden anderer Autoren). » Archiv für Naturgeschichte, sér. A, vol. 78, no 3, p. 1–242 (texte intégral).